# Odakyu Hakone
Odakyu Hakone (小田急箱根 Odakyū Hakone?) es una empresa de transporte ferroviario de pasajeros de Japón filial de Odakyu Railway. Su área de operaciones es el área que se encuentra alrededor de Hakone.

## Historia
Este empresa tiene su germen en las obras que comenzó Odawara Denki Tetsudō en 1912 para construir un ferrocarril de montaña entre Hakone-Yumoto y Gōra Después de varios años de retraso por culpa de la Primera Guerra Mundial, la línea Hakone-Tozan fue inaugurada en 1919. En 1921, se inauguraría el funicular Hakone Tozan; que conecta con el ferrocarril de montaña en la estación de Gōra y conduce a las zonas más elevadas de Hakone.
En 1928, Odawara Denki Tetsudō se fusionó con la compañía Nippon Denryoku, la cual establecería Hakone Tozan Railway como empresa independiente meses después para deshacerse de sus activos ferroviarios. En 1942 sería adquirida por Tokyu.
En 1948, fue adquirida por Odawara Railway. Tras lo que se acondicionaron las vías para permitir del servicio de trenes entre Shinjuku y Hakone-Yumoto. En 1950, inauguró una ruta de barcos de excursión por el lago Ashi. Desde 1979, la empresa mantiene una estrecha asociación con Ferrocarril Rético de Suiza en el ámbito del intercambio de tecnología y de experiencias en el sector turístico.
Desde 2004, Hakone Tozan Railway se integra como filial del Grupo Odakyu. En 2024, se reorganizan las actividades de la empresa y esta se refunda con el nombre de Odakyu Hakone.

## Servicios de transporte

Mapa de las líneas de Odakyu Hakone

Odakyu Hakone opera una línea de ferrocarril de montaña, una línea de funicular, un servicio de teleférico y una ruta de barcos turísticos por el lago Ashi.
| Servicios de transporte | Servicios de transporte | Servicios de transporte         | Servicios de transporte |
| ----------------------- | ----------------------- | ------------------------------- | ----------------------- |
| Servicio                | Símbolo                 | Ruta                            | Kilómetros              |
| Tren                    |                         | Hakone-Yumoto - Gōra            | 15,0 km                 |
| Funicular               |                         | Gōra - Sōunzan                  | 1,2 km                  |
| Teleférico              |                         | Sōunzan-Tōgendai                | 4,0 km                  |
| Barco                   |                         | Tōgendai-Hakone-cho/Moto-Hakone |                         |

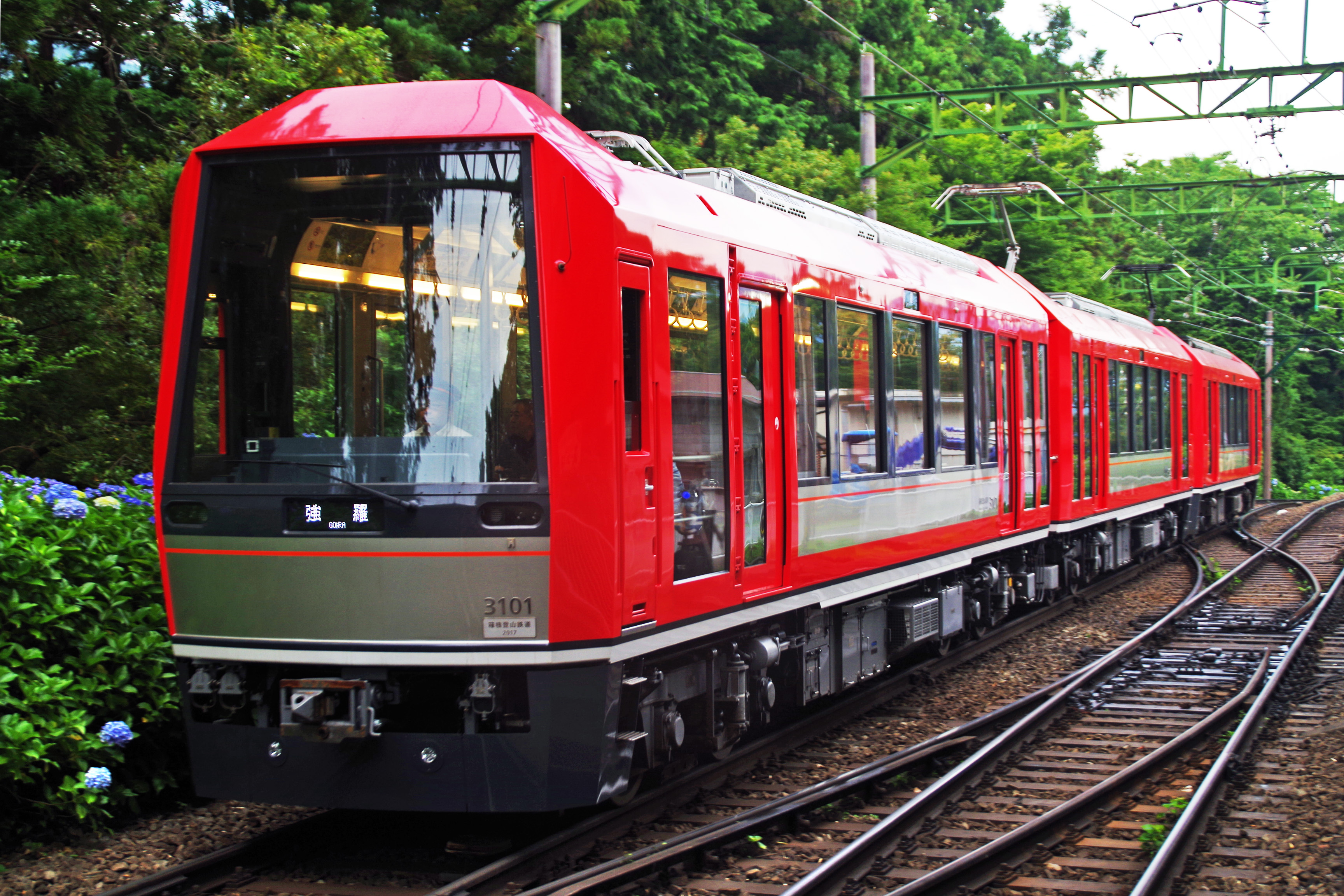
Tren de montaña de Odakyu Hakone
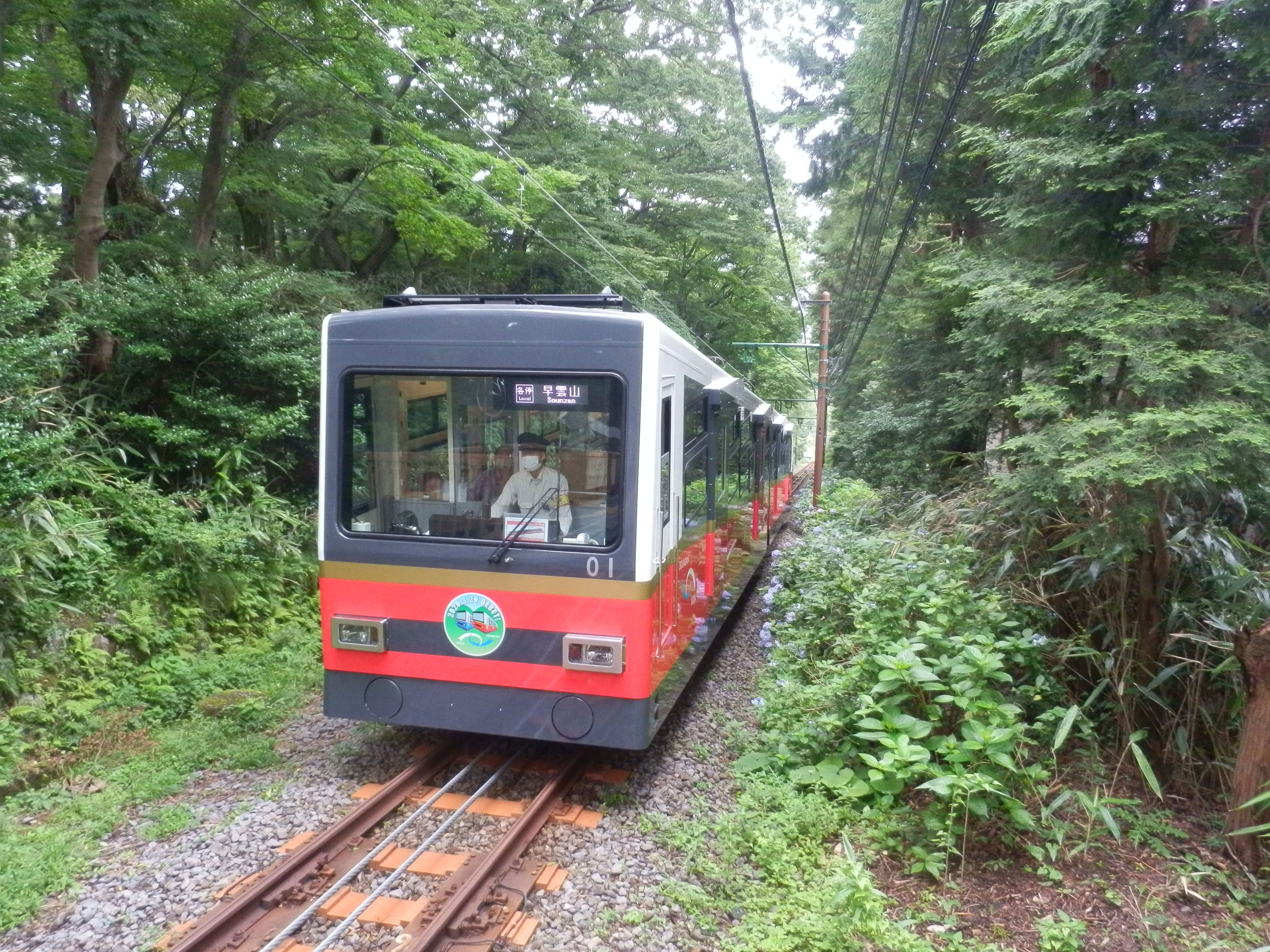
Fuincular de Odakyu Hakone
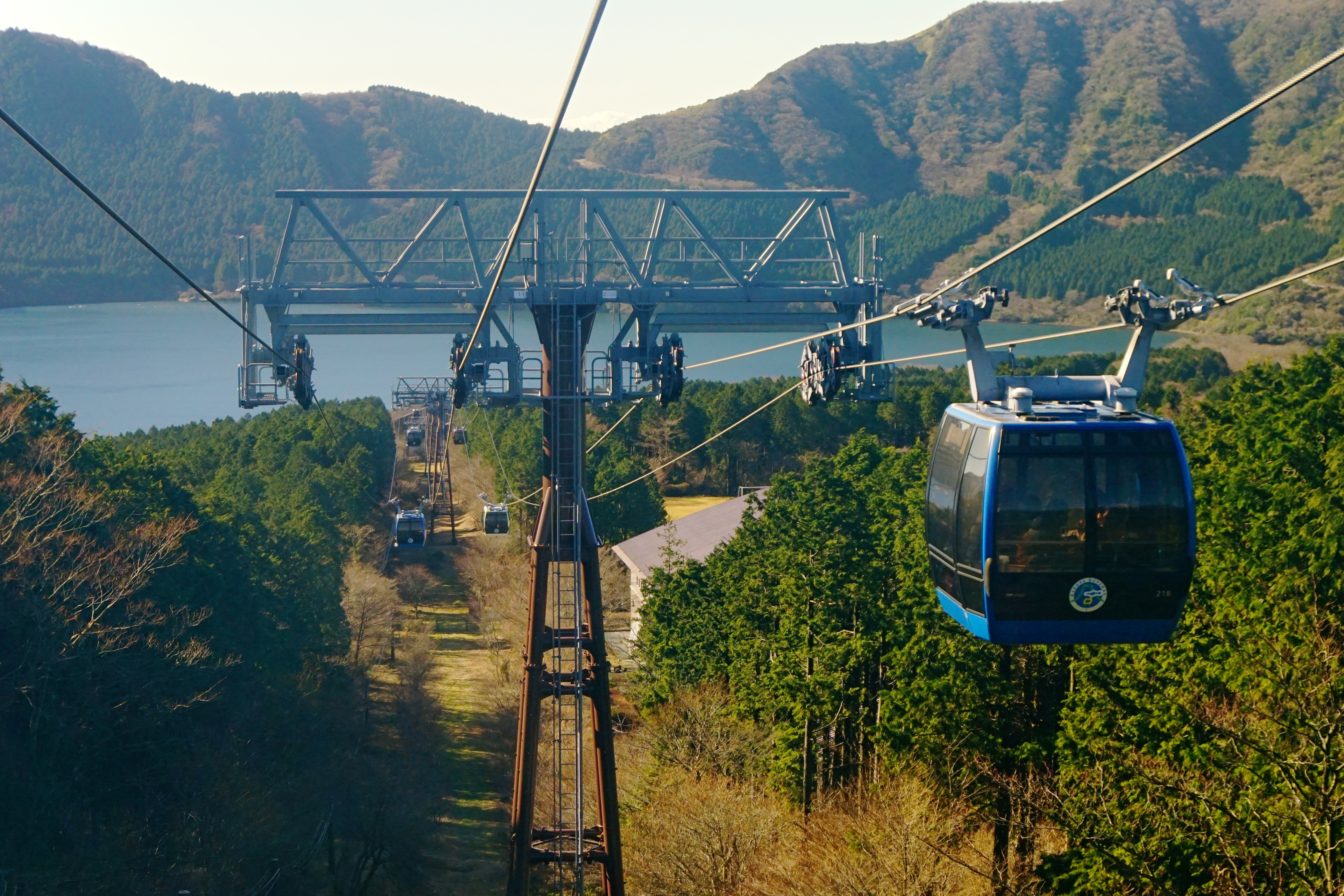
Teleférico de Odakyu Hakone
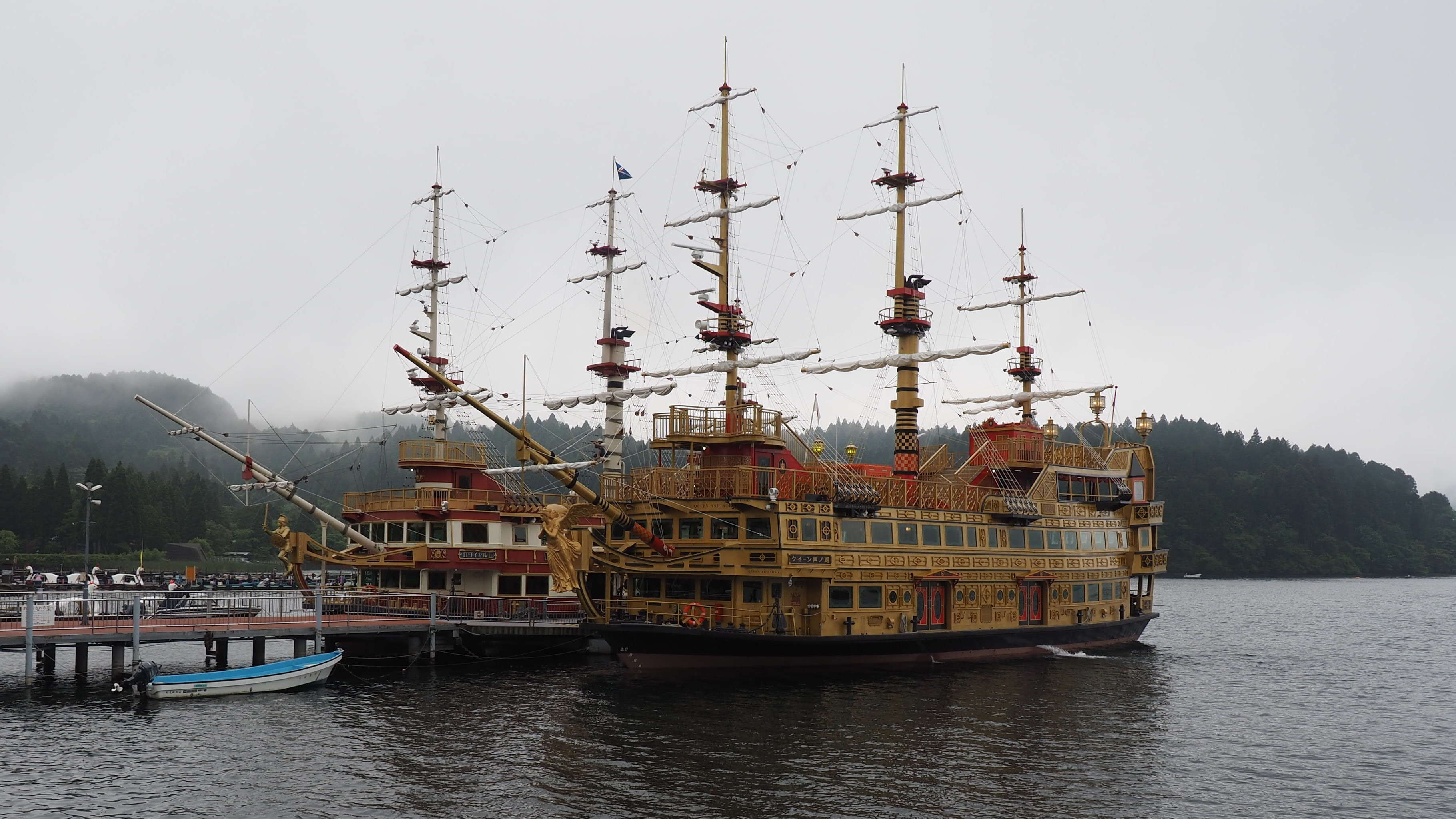
Barcos atracados de Odakyu Hakone